# Mouzens (Tarn)
Mouzens (okzitanisch Mosens) ist eine französische Gemeinde mit 117 Einwohnern (Stand 1. Januar 2022) im Département Tarn in der Region Okzitanien (vor 2016 Midi-Pyrénées). Die Gemeinde gehört zum Arrondissement Castres und zum Kanton Lavaur Cocagne (bis 2015 Cuq-Toulza). Die Einwohner werden Mouzenssois genannt.

## Geographie
Mouzens liegt etwa 50 Kilometer ostsüdöstlich von Toulouse und etwa 35 Kilometer westsüdwestlich von Castres. Umgeben wird Mouzens von den Nachbargemeinden Cuq-Toulza im Norden, Aguts im Osten, Puéchoursi im Südosten, Saint-Julia im Süden sowie Le Cabanial im Westen und Südwesten.

## Bevölkerungsentwicklung
| Jahr                      | 1962 | 1968 | 1975 | 1982 | 1990 | 1999 | 2006 | 2013 |
| Einwohner                 | 121  | 93   | 109  | 109  | 96   | 96   | 118  | 121  |
| Quelle: Cassini und INSEE |      |      |      |      |      |      |      |      |

## Sehenswürdigkeiten
- Kirche